# Липовка (Калязинский район)
Ли́повка — деревня в Калязинском районе Тверской области. Входит в состав Старобисловского сельского поселения (до 2006 года — центр Липовского сельского округа).

## География
Находится в 10 километрах к юго-востоку от города Калязина, на автодороге «Калязин—Старобислово».

## История
Кашинская Писцовая книга (Жабенский стан) 1628—1629 гг. свидетельствует: «За стольником за Микифором Сергеевым сыном Собакиным отца его вотчина село Никольское, а в нем храм во имя Николая Чудотворца».
По данным 1859 года во владельческм селе Никольское (Собакино) православная церковь, 10 дворов, 72 жителя. Рядом — сельцо (усадьба) Мон-Плезир (2-е Савинское). Во второй половине XIX — начале XX века село Никольское-Собакино центр прихода Плещеевской волости Калязинского уезда Тверской губернии. В 1901 году прихожан Воскресенской церкви в селе Никольском-Собакине в деревнях: Фомине, Пищулине, Разрепине, Савинской, Николаевке, Грибанове, Нестерове — 118 дворов (380 мужчин, 412 женщин).
В 1940 году деревня Николо-Собакино центр Николо-Собакинского сельсовета Калязинского района Калининской области.
До 1930-х годов числилась селом и до февраля 1964 года называлось Николо-Собакино.
В 1997 году — 46 хозяйство, 141 житель. Администрация сельского округа, правление сельхозкооператива «Пахарь», начальная школа, ДК, библиотека, медпункт, отделение связи, магазин. Памятник воинам-землякам, павшим в Великой Отечественной войне.

## Население
| 1859 | 1888 | 2002 | 2010 |
| ---- | ---- | ---- | ---- |
| 72   | ↘58  | ↗145 | ↘142 |